# Paris School of Business
Paris School of Business (tidligere ESG Management School) er en europæisk business school med campusser i Paris og Rennes. Skolen blev grundlagt i 1974. PSB har ligeledes et PhD-program såvel som adskillige Master-programmer inden for specifikke managementområder, såsom marketing, finans eller iværksætteri. 
PSB programmer har de to internationale akkrediteringer AMBA og CGE. Skolen har over 12.500 alumner inden for handel og politik, herunder Franck Louvrier (CEO Publicis Events) og Vianney (Sanger).